# Alchemilla sibthorpioides
Alchemilla sibthorpioides är en rosväxtart som först beskrevs av Joseph Dalton Hooker, och fick sitt nu gällande namn av G. Panigrahi och K.M. Purohit. Alchemilla sibthorpioides ingår i släktet daggkåpor, och familjen rosväxter. Inga underarter finns listade i Catalogue of Life.